# La lunga sfida
La lunga sfida è un film del 1967 diretto da Nino Zanchin e Mohamed Tazi.

## Trama
Un bambino viene rapito da un'organizzazione segreta per costringere suo padre a far parte di un giro di traffico di droga.